# Malyj Vysockij
Malyj Vysockij (in russo Малый Высоцкий; in finlandese Ravansaari) è un'isola russa situata nella baia di Vyborg, nella parte nord-est del golfo di Finlandia, nelle acque del mar Baltico. L'isola si trova nell'oblast' di Leningrado (Circondario federale nordoccidentale) ed è stata affittata alla Finlandia dal 1963 al 2012.

## Geografia
Malyj Vysockij si trova a nord dell'isola di Vysockij (остров Высоцкий) e della città di Vysock, e 12 km a sud-ovest di Vyborg. Sul lato sud-orientale dell'isola corre lo stretto di Trongsund (пролив Тронгзунд), la principale delle tre vie marittime che portano a Vyborg. La larghezza minima dello stretto è di circa 180 metri. A ovest si trovano le isole Naparnik (остров Напарник), Peredovik (остров Передовик) e Krepyš (остров Крепыш).

## Storia
Nel periodo dal 1918 al 1940 l'isola apparteneva alla Finlandia. L'isola era abitata da quasi un migliaio di finlandesi, impiegati principalmente nell'industria del legno.
Il 12 marzo 1940, secondo i risultati del Trattato di Mosca, l'isola, insieme ai territori ad essa adiacenti, divenne parte del RSS Carelo-finlandese. Dal 1941, durante la guerra di continuazione fu in mano alle truppe finlandesi. Nel giugno del 1944, l'isola fu occupata dall'Armata Rossa e, in seguito all'armistizio firmato dalla Finlandia, passò all'Unione Sovietica. Il Trattato di pace di Parigi del 1947 infine assicurò i diritti dell'URSS sull'isola.
Nel 1963, tra l'Unione Sovietica e la Finlandia, fu ratificato fino al 2013 un accordo di locazione per il canale Saimaa che comprendeva anche l'isola di Malyj Vysockyij, utilizzata dalla Finlandia per il trasbordo e lo stoccaggio di merci. Un nuovo accordo russo-finlandese, sottoscritto il 27 maggio 2010, ha rinnovato per altri 50 anni il trattato sulla locazione del canale di Saimaa.